# Armando Rodríguez Ruidíaz
Armando Rodríguez Ruidíaz (L'Avana, 1951) è un compositore, docente, chitarrista e suonatore di cornamusa cubano.

## Formazione accademica
Armando Rodríguez ha studiato composizione musicale con José Ardevol e Roberto Valera presso la Scuola Nazionale delle Arti e L'Istituto Superiore d'Arte (ISA) a L'Avana, Cuba.
Ha inoltre studiato chitarra con gli professori Marta Cuervo e Isaac Nicola presso la Scuola Nazionale delle Arti. Più di recente, Rodríguez si è dedicato allo studio della gaita galiziana.

## Compositore
Le opere di Armando Rodríguez lavori sono state eseguite a Cuba da numerosi artisti e gruppi, tra cui l'Orchestra Sinfonica Nazionale di Cuba e il Balletto Nazionale di Cuba.
Nel 1985, Rodríguez si stabilì negli Stati Uniti, e da allora le sue composizioni sono state eseguite da artisti di fama e gruppi come il gruppo Relâche, con sede a Philadelphia, il sassofonista Miguel Villafruela, il bassista Luis Gomez-Imbert, i pianisti Roberto Urbay, Max Lifchitz e Beatriz Balzi e i chitarristi Flores Chaviano e Carlos Molina, in importanti manifestazioni come il Festival di Bang on a Can a New York, i Primi giorni di Musica Contemporanea di Siviglia, in Spagna, la Biennale di San Paolo in Brasile, i Fori di Musica Latino-Americana e dei Caraibi e il Festivale “Subtropics” a Miami, in Florida.
Rodríguez ha collaborato con l'artista Kate Rawlinson e il compositore Gustavo Matamoros, con il quale ha fondato il gruppo PUNTO - Experimental Music Ensemble.
Il suo lavoro è stato pubblicato da EGREM (L'Avana, Cuba) e C. Alan Publications (NC); ed è stato anche diffuso attraverso la radio negli Stati Uniti, Canada, Europa e America Latina.

## Professore
Dopo la laurea nel 1972, Armando Rodríguez ha lavorato come professore di chitarra presso il Conservatorio Esteban Salas a Santiago de Cuba. Nel 1975 è stato nominato alla carica di professore di chitarra e teoria musicale (armonia, contrappunto e strumentazione) presso la Scuola Nazionale delle Arti dell'Avana, dove ha prestato servizio fino al 1980.

## Suonatore di cornamusa
Rodríguez si è dedicato alla ricerca sulla musica galiziana e ai suoi punti di contatto con la musica cubana. Il risultato di questa ricerca è stata pubblicata in articoli come Presencia de la gaita en Cuba ("Presenza a Cuba della cornamusa galiziana"). Rodríguez ha anche studiato la storia e la tecnica delle cornamuse in generale.
Come specialista nel campo della gaita galiziana e della gaita asturiana, è stato invitato a tenere una conferenza sulla storia di questo antico strumento musicale presso l'Università di Miami nel 2006.

## Premi
Armando Rodríguez ha ricevuto il premio per la composizione musicale dall'Unione Nazionale degli Scrittori e Artisti di Cuba (UNEAC) nel 1978. Inoltre ha ricevuto un Premio individuale di composizione musicale dello Stato della Florida nel 1991.